# پارک ملی کویر

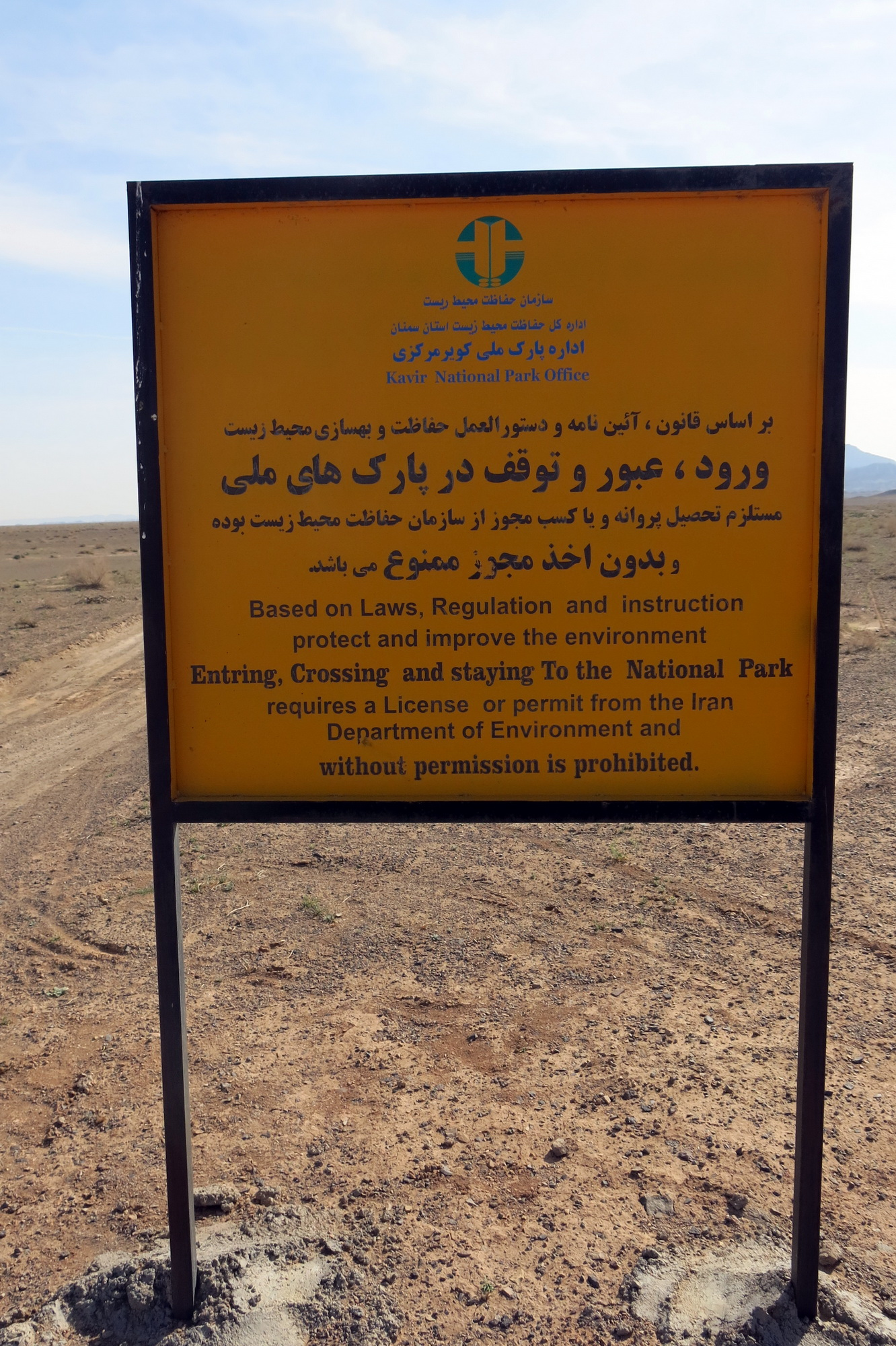
تابلوی ابتدای محدوده پارک ملی کویر

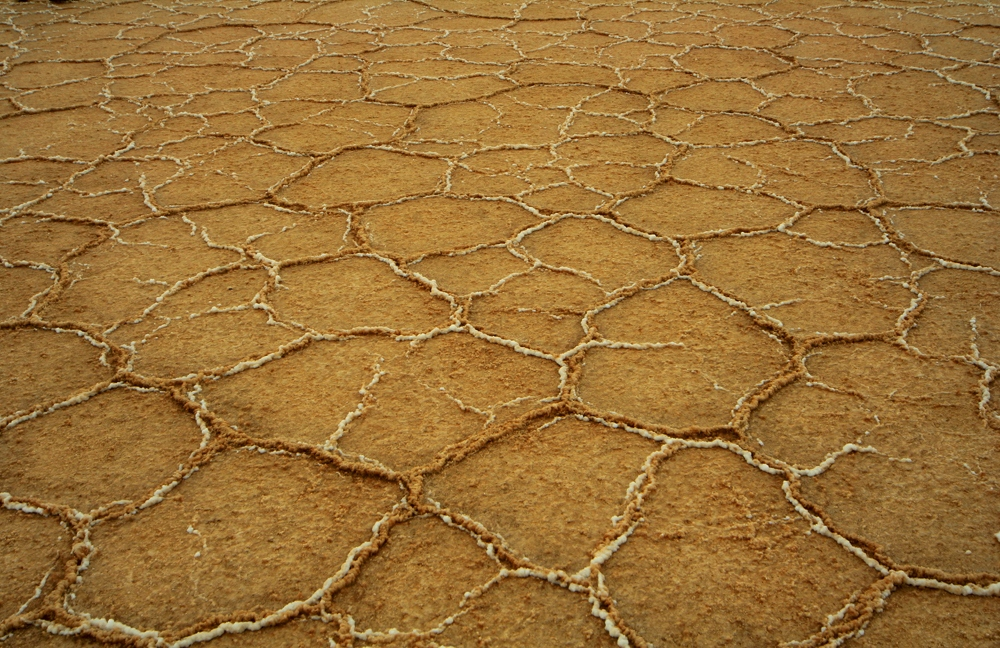
دریاچه نمک در حاشیه پارک ملی کویر

پارک ملی کویر یکی از بزرگ‌ترین و قدیمی‌ترین مناطق حفاظت‌شده ایران است که بیشتر آن در استان سمنان شهرستان گرمسار و بخش‌های هم در استان‌های تهران، قم و اصفهان قرار می‌گیرد. این منطقه حدود ۶۷۰ هزار هکتار (۶٬۷۰۰ کیلومترمربع) وسعت دارد که ۴۲۰ هزار هکتار آن پارک ملی و ۲۵۰ هزار هکتار منطقه حفاظت‌شده است.
حیات جانوری این منطقه در گذشته به قدری متنوع و پرشمار بود که به «آفریقای کوچک» و «سرنگتی ایران» شهرت داشت. امروزه نیز هرچند از غنای حیات وحش آن تا حد زیادی کاسته شده اما هنوز هم بسیاری از انواع حیوانات و گیاهان بیابان‌زی ایران را در خود جای داده است و به همین دلیل به عنوان یکی از ۹ ذخیره‌گاه زیست‌کره در ایران است.
این منطقه از سال ۱۳۴۳ تحت پوشش کانون شکار ایران و بعدها، تحت نطارت سازمان حفاظت از محیط زیست قرار گرفت و از سال ۱۳۵۵ به رده حفاظتی بالاتر یعنی پارک ملی ارتقا یافت. در سال ۱۳۵۷ با کاهش بخش‌هایی از شمال و افزایش بخش‌هایی در جنوب، مساحت آن به ۶۷۰ هزار کیلومترمربع رسید و در سال ۱۳۶۱ به دو بخش پارک ملی به وسعت ۴۲۰ هزار هکتار شامل منطقه سیاه‌کوه، نخجیر، سفیدآب و منطقه حفاظت‌شده ای به وسعت ۲۵۰ هزار هکتار شامل دشت‌های مکوش، سیاه‌پرده، پرده‌زرد و ارتفاعات دوازده امام و نره‌خرکوه تقسیم شد.
پارک ملی کویر، تنها پارک ملی در ایران است که به گفته سازمان محیط زیست در آن هیچگونه سکونتگاه انسانی، معدنی و پروانه چرای دام وجود ندارد.

## تاریخچه حفاظت
این منطقه ابتدا در سال ۱۳۴۳ با مساحتی بالغ بر ۶۰۰٬۰۰۰ هکتار به عنوان منطقه حفاظت‌شده تحت مدیریت کانون شکار ایران درآمد و در سال ۱۳۵۴ تمامی مساحت قبلی به پارک ملی ارتقاء سطح یافته و به عنوان ذخیره‌گاه زیست‌کره به دبیرخانه یونسکو معرفی شد. در سال ۱۳۶۱ منطقه به دو قسمت پارک ملی و منطقه حفاظت‌شده تقسیم شد که بخش جنوبی و جنوب شرقی آن با مساحت ۴۶۲٬۲۱۲ هکتار شامل سیاه‌کوه، نخجیر، سفیدآب تحت عنوان پارک ملی ابقاء گردید و هم‌اکنون مدیریت پارک ملی به عهده اداره کل حفاظت محیط زیست استان سمنان است.

## ویژگی‌ها
پارک ملی در حاشیه شمالی به منطقه حفاظت‌شده به عنوان یک سپر امنیتی و حفاظتی، از سمت جنوب و شرق به دشت کویر و از سمت غرب به دریاچه نمک منتهی می‌شود. مجموعه کویر در منطقه
بیابانی واقع شده و دارای بهار، تابستان و پاییز گرم و زمستان معتدل است. این منطقه به لحاظ رشته کوه‌ها، ارتفاعات و دشت‌های وسیع آبرفتی، اراضی بیابانی و سنگلاخی دشتی، اراضی باتلاقی و شور از سیمای کامل یک منطقه بیابانی برخوردار است. پارک ملی کویر مرکزی همان‌گونه که از نام آن مشخص است به لحاظ منابع آبی فقیر است و دارای تنها رودخانه فصلی به نام رودخانه گلو با پهنای حدود ۵۰۰ متر است که پسآب جلگه ورامین را به دشت کویر منتقل می‌کند.

## حیات وحش

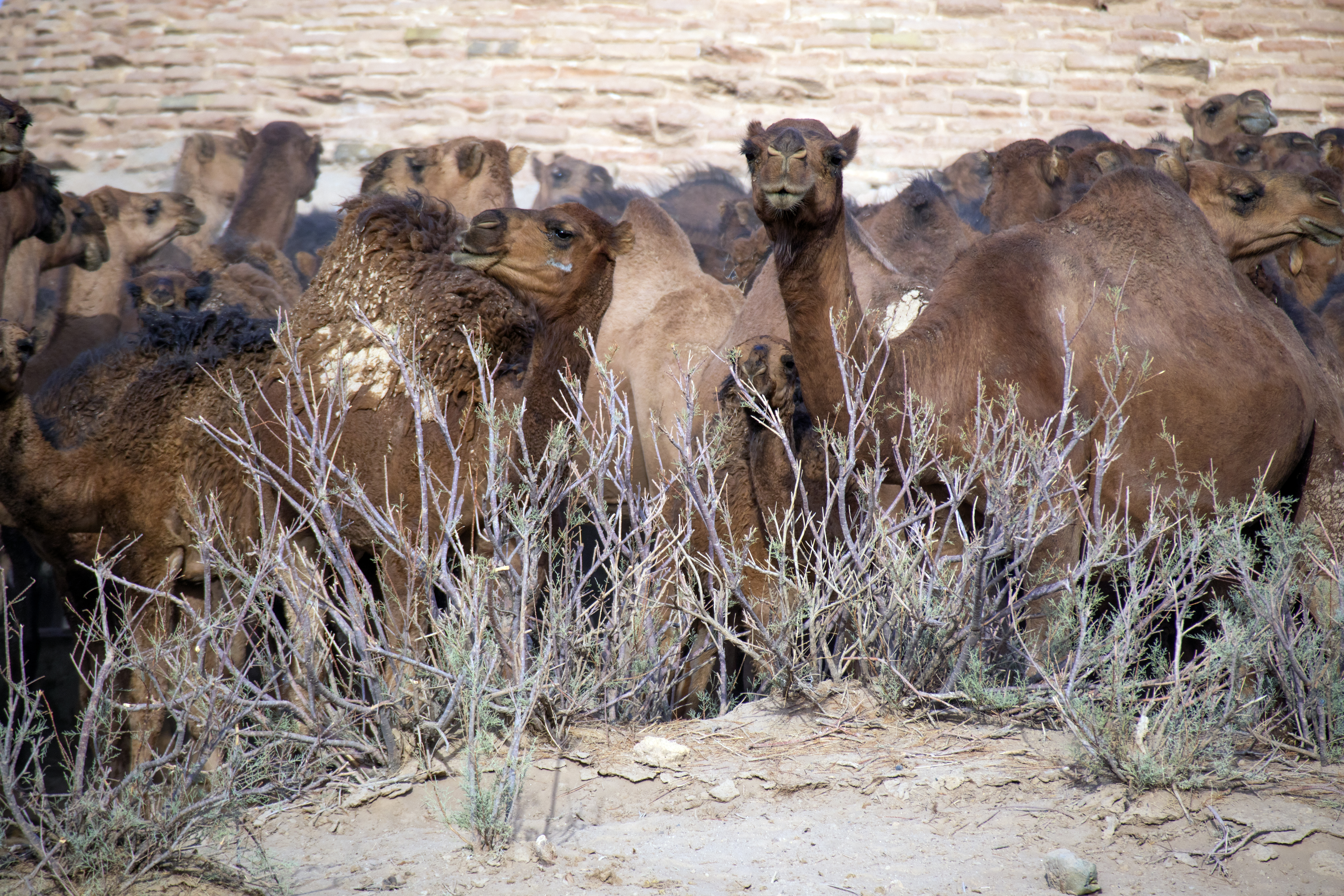
شترها در پارک ملی کویر

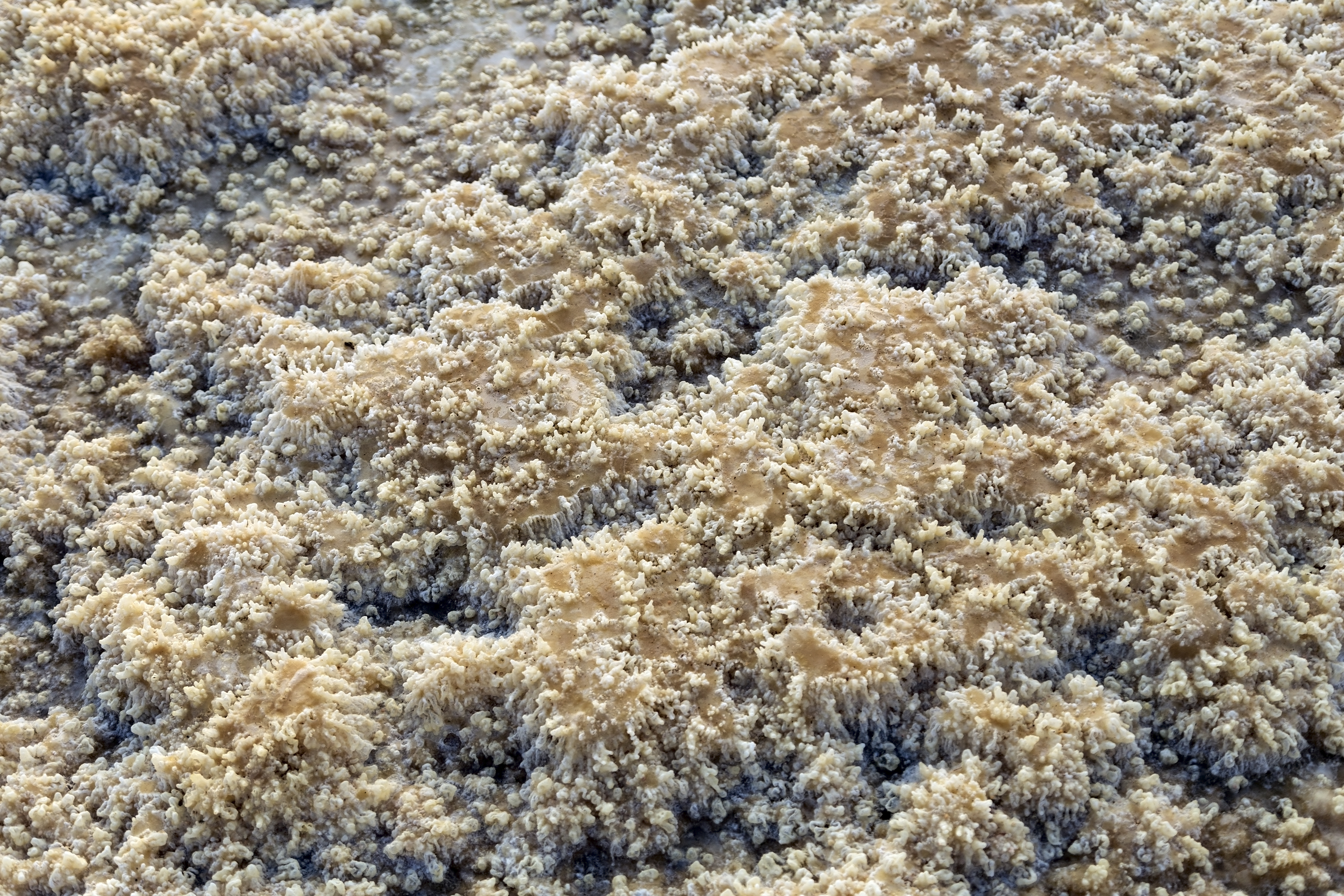
شکل شوره‌ها و رسوبات نمکی خاک در پارک ملی کویر

در مجموع ۳۴ گونه پستاندار، ۱۵۵ گونه پرنده و ۳۴ گونه خزنده در این منطقه شناسایی شده‌اند.
یوزپلنگ آسیایی، پلنگ ایرانی، گرگ، کفتار راه‌راه، گربه شنی، روباه قرمز، روباه شنی، جبیر، کل‌وبز، قوچ ومیش، شغال، سیاه‌گوش از جمله پستانداران شاخص این منطقه هستند.
در گذشته گله‌های بزرگ گورخر ایرانی در این منطقه زندگی می‌کردند که آخرین آن‌ها در سال ۶۳ مشاهده شدند و امروزه مطمئناً نسل آن‌ها در این پارک از میان رفته است. آهوی گواتردار هم اگر منقرض نشده باشد در آستانه انقراض قرار دارد، اما جمعیت جبیر (نوعی غزال ظریف‌تر و کوچک‌تر از آهو) در این منطقه احتمالاً بیشترین در تمام ایران است.
البته از سال ۱۳۸۸ گروه مستندسازی به این پارک برای پیدا کردن گونه یوزپلنگ ایرانی اقدام کردند و تنها یک یوز به نام تنهاوش در این پارک دیده شد که از سال ۹۳ آن هم دیده نشد و به احتمال زیاد یوزپلنگ ایرانی در این منطقه منقرض شده است.
پرندگان پارک هم شامل کبک، تیهو، زاغ بور، هوبره، انواع گنجشک، سهره، چکاوک و پرستو، انواع پرندگان شکاری ازجمله عقاب طلایی، سنقر، سارگپه، شاهین، بحری و دلیجه، و پرندگان مهاجر مانند فلامینگو، آنقوت، خوتکا و انواع غاز و مرغابی هستند.
در مجموع ۳۵۵ گونه گیاهی در این منطقه شناسایی شده که ۲۰ گونه آن بوم‌زادی هستند. گیاهان پارک از انواع خشکی‌پسند و شورپسند هستند که خود را با کمبود آب و شوری خاک سازگار کرده و داشتن برگ‌های کوچک منتهی به خار از ویژگی‌های ظاهری بسیاری از آنهاست. در نقاط هموار گیاه درمنه، در دره‌ها و کوهپایه‌های سنگی گیاه کاروان‌کش، در اطراف چشمه‌ها گز، گرگ‌تیغ و نی و در کوهپایه‌ها درختچه‌های بادام کوهی، شیر خشت و خنجک دیده می‌شوند.
از آبشخورهای این منطقه می‌توان به چشمه سفیدآب در نزدیکی محیط بانی سفید آب، چشمه آبشار نمکی در نزدیکی ملک‌آباد و چشمه سیاه کوه در نزدیکی محیط بانی سیاه کوه اشاره کرد.

## راه‌های دسترسی

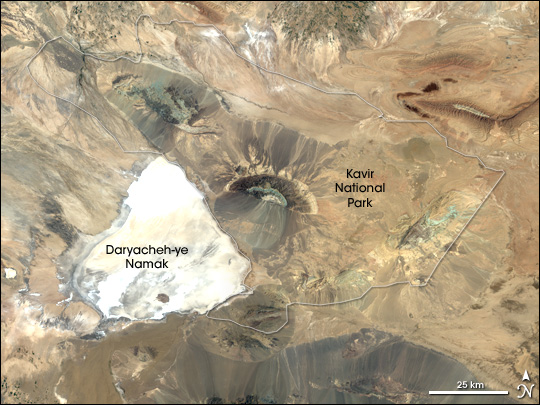
کویر ملی ایران

مسیر ورامین، پیشوا، مبارکیه که از طریق منطقه حفاظت‌شده وارد پارک ملی می‌شود مسیر مناسبی جهت دسترسی از تهران به پارک ملی کویر محسوب می‌شود. راه‌های اصلی دیگر شامل مسیر کاشان، مرنجاب، سفیدآب است که می‌تواند به عنوان راه خروجی گروه‌های بازدید کننده مورد استفاده قرار گیرد. همچنین جاده سنگفرش شاه عباسی سیاه‌کوه که از کوشک گرمسار به پارک ملی کویر متصل می‌شود و یکی از دیدنی‌ترین آثار تاریخی این پارک ملی به‌شمار می‌رود.
مسیر اول از پیشوای ورامین به سمت قلعه بلند از کنار خط راه‌آهن آغاز و پس از عبور از محیط بانی مبارکیه وارد پارک ملی کویر می‌شود. (حدود ۳۰ کیلومتر)
مسیر دوم از شهرستان گرمسار به سمت روستای کوشک آغاز و پس از عبور از جاده سنگفرش به محیط بانی سیاه کوه می‌رسد. (۶۰ کیلومتر)
مسیر سوم از شهرستان ابوزیدآباد آغاز و بعد از عبور از قلعه کرشاهی به محیط بانی سفیدآب می‌رسد. (۸۵ کیلومتر)
مسیر چهارم از کاروانسرای مرنجاب در شمال بیابان بند ریگ و جنوب دریاچه نمک آران و بیدگل آغاز و پس از طی مسافتی در حدود ۵۰ کیلومتر به محیط بانی سفیدآب می‌رسد.

## نگارخانه

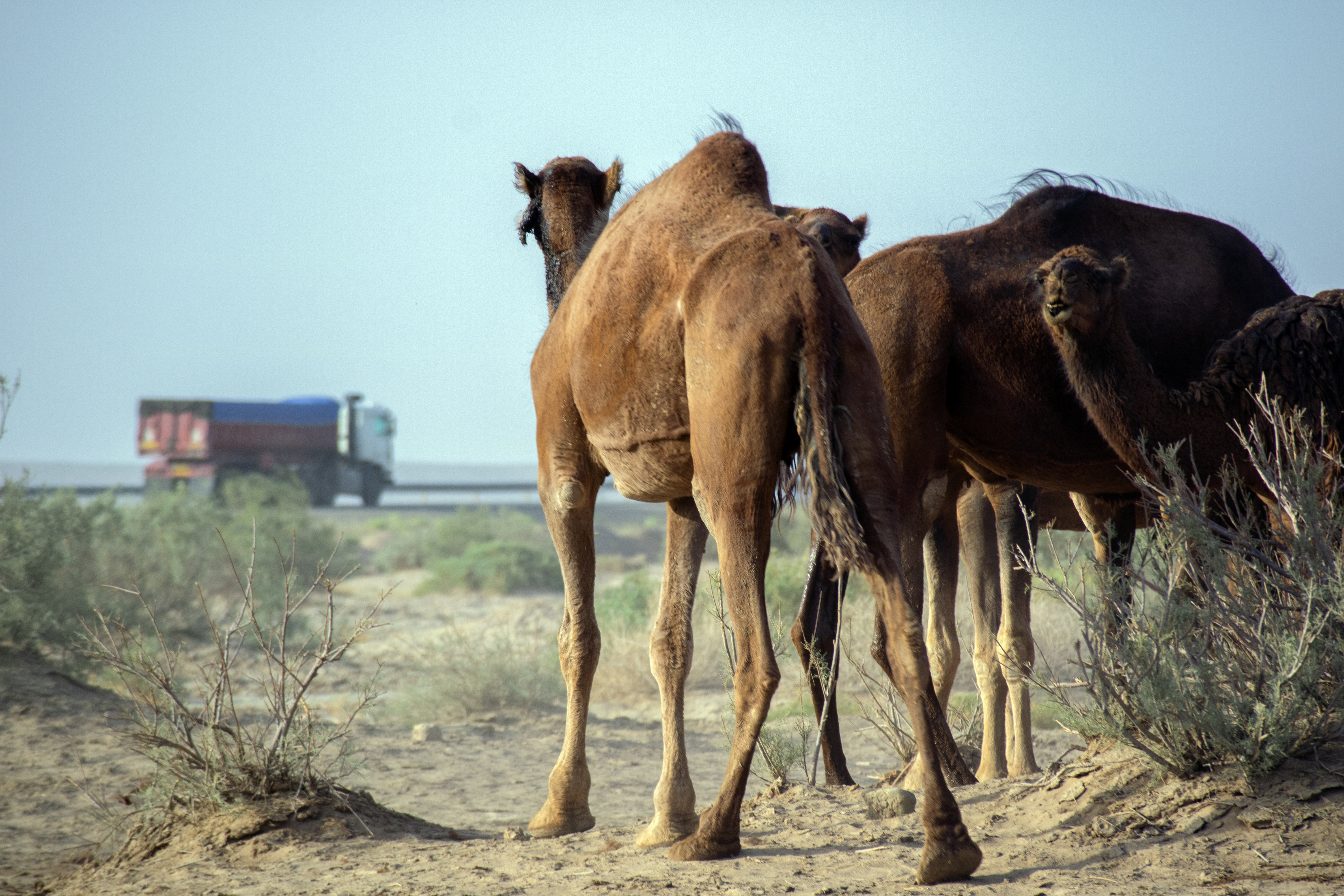
پارک ملی کویر، اتوبان قم گرمسار
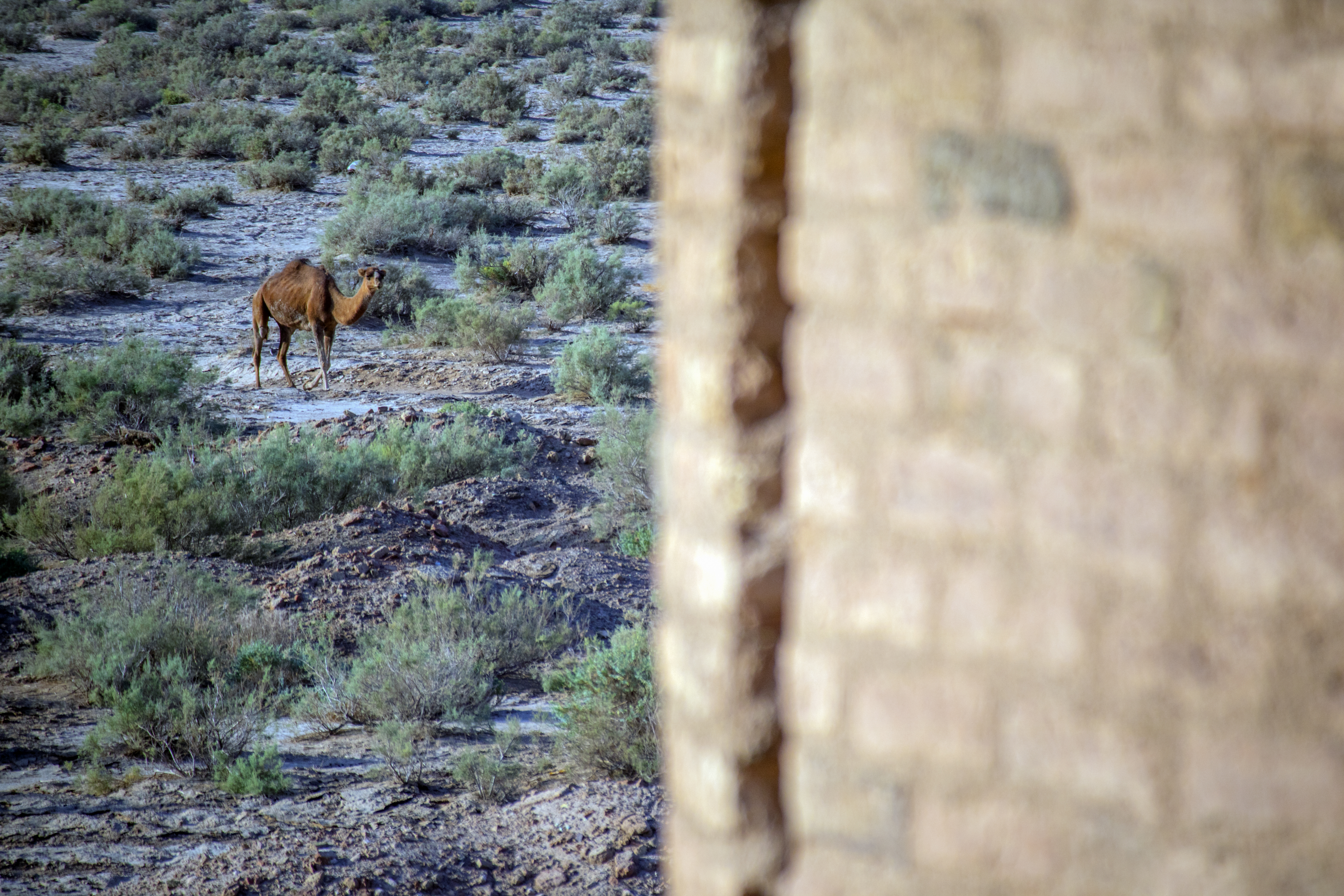
چرای گله شتر، در کنار کاروانسرای دیر گچین استان قم
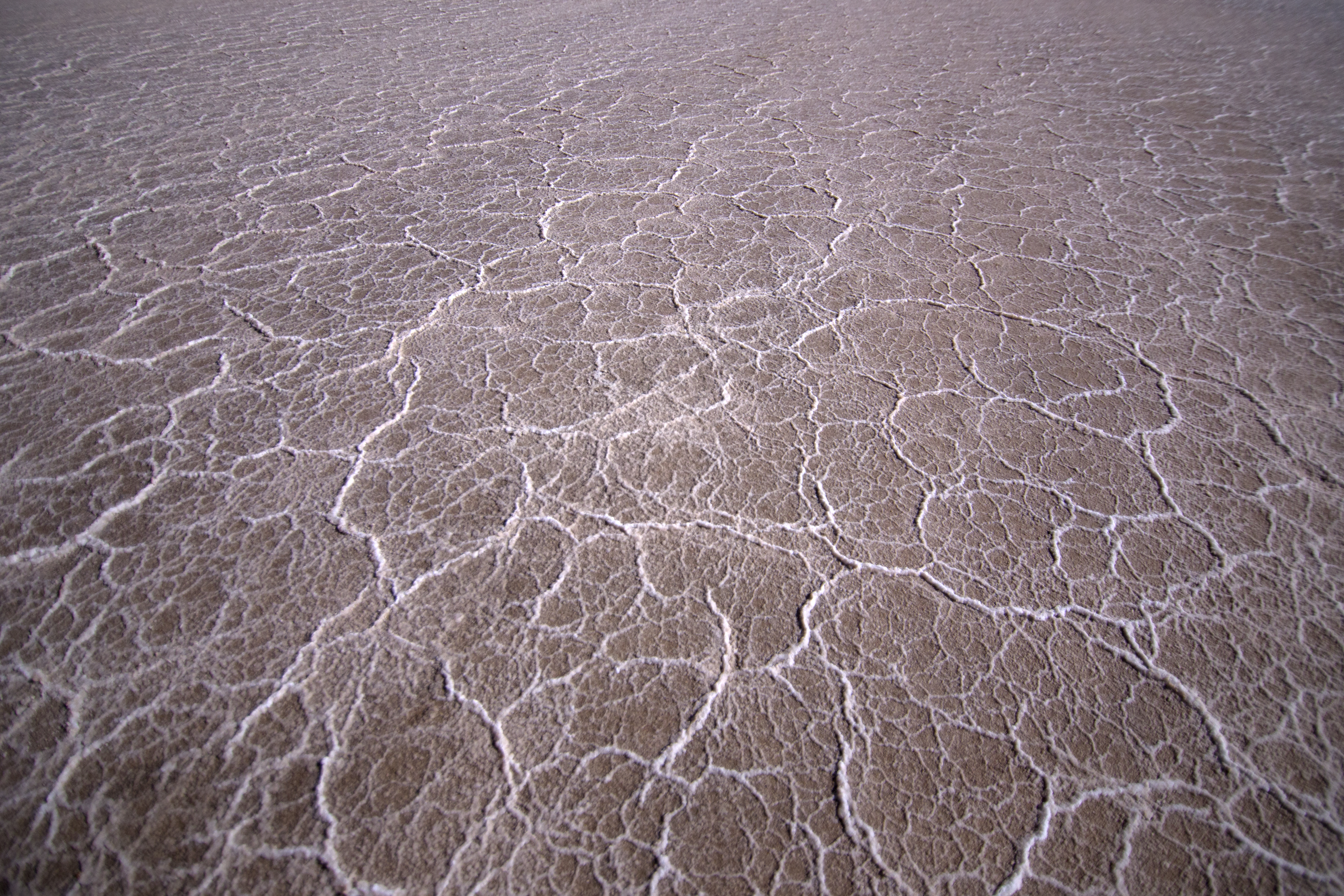
رگه‌های شوری و نمک، دریاچه حوض سلطان قم در پارک ملی کویر
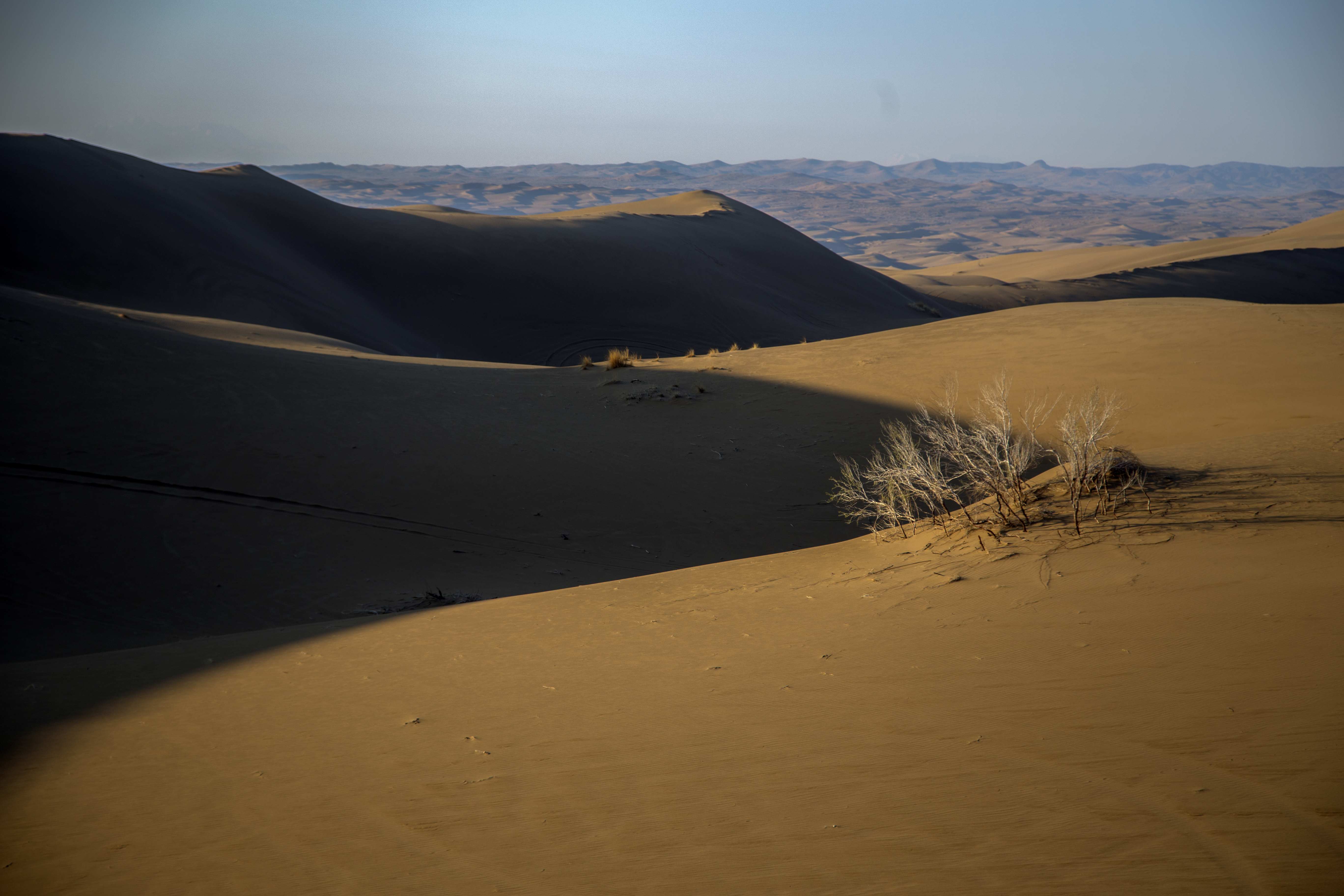
کویر مرنجاب بخشی از منطقه وسیع پارک ملی کویر
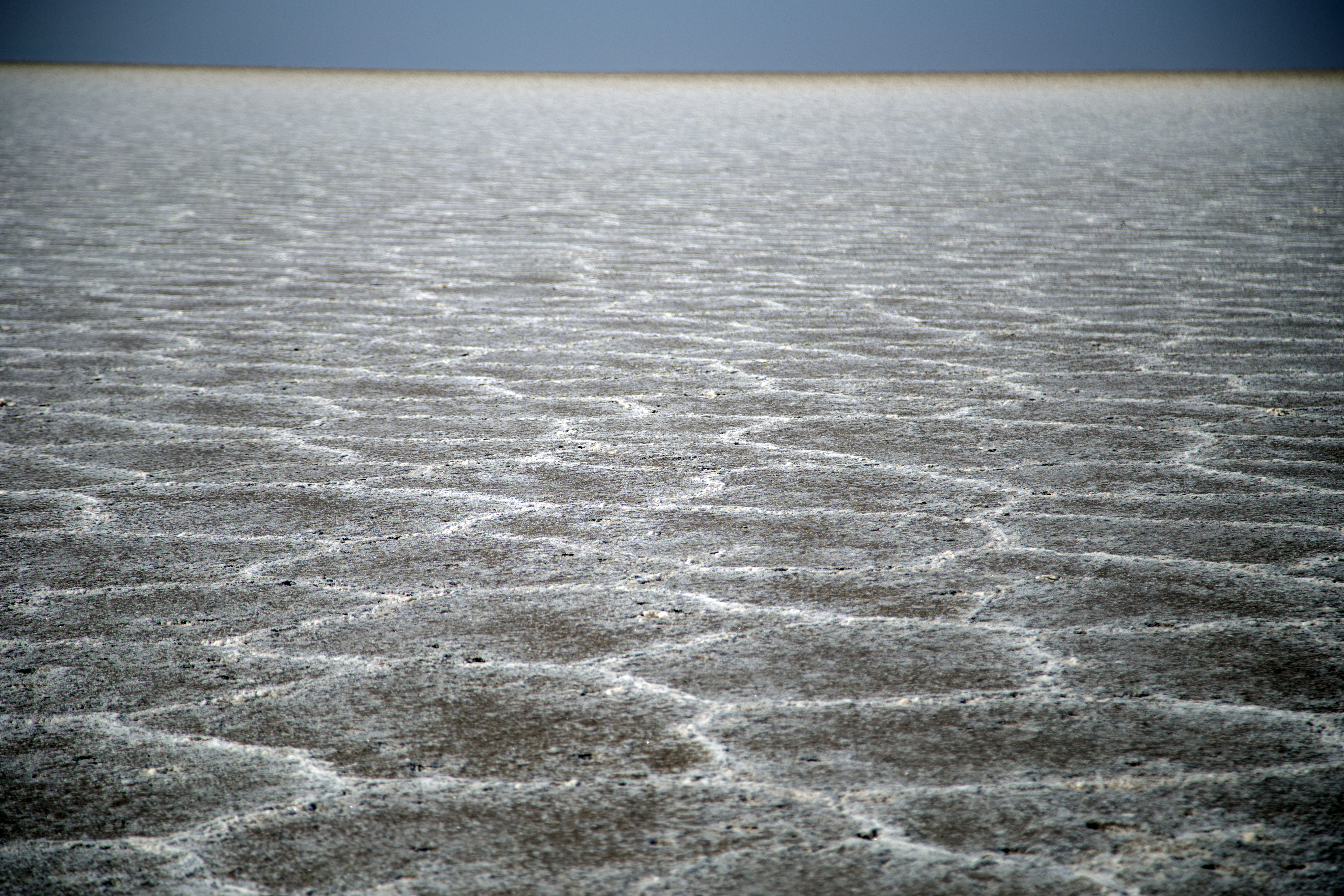
دریاچه نمکی در شهرستان آران و بیدگل (کویر مرنجاب)
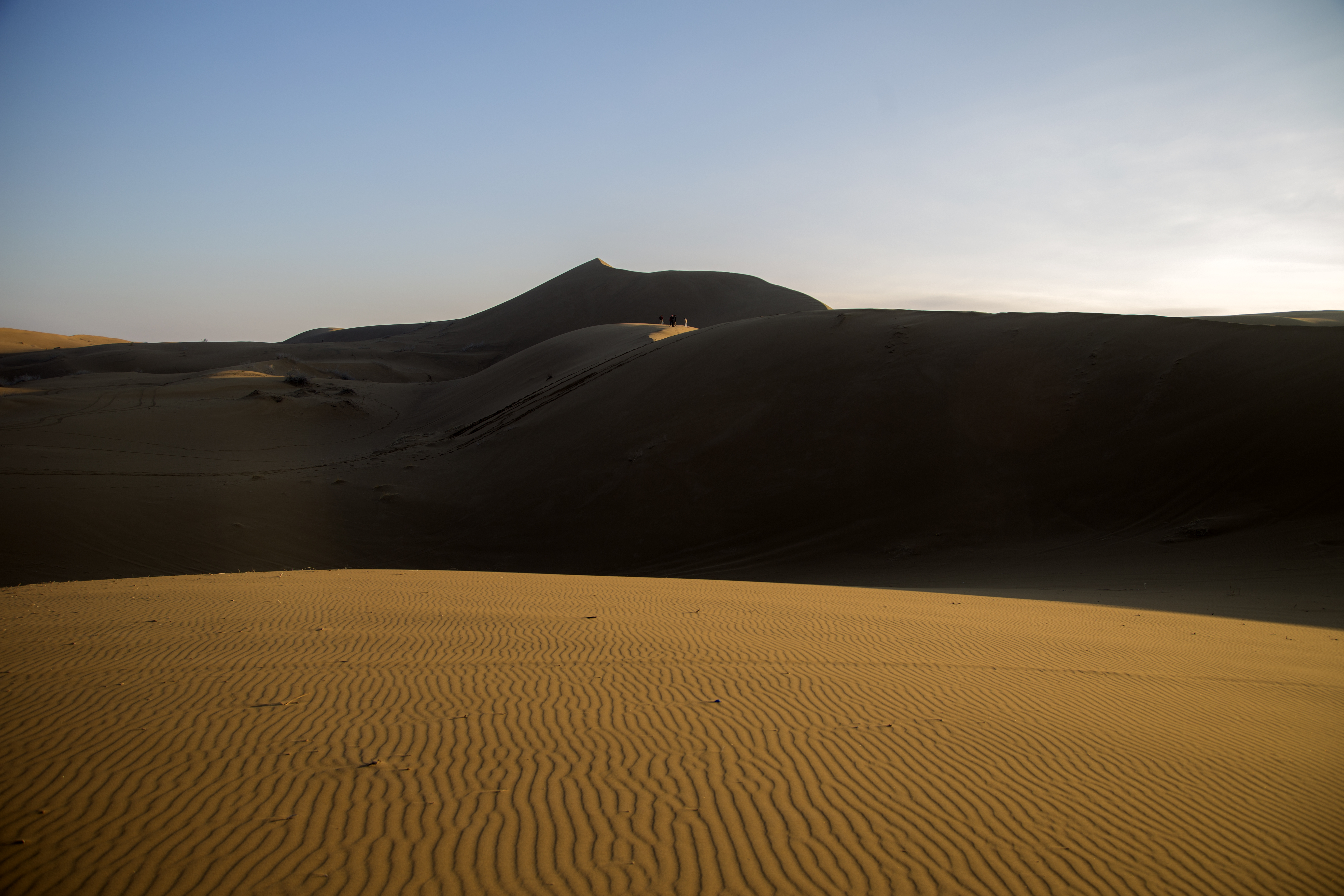
ماسه رمل‌های کویر مرنجاب